# Minversheim
Minversheim é uma comuna francesa na região administrativa de Grande Leste, no departamento Baixo Reno. Estende-se por uma área de 5,45 km². Em 2010 a comuna tinha 664 habitantes (densidade: 121,8 hab./km²).